# سيتروين جي إس
سيتروين جي إس هي سيارة من صناعة سيتروين أنتجت في 1970م وتوقف إنتاجها في 1986م.